# Canton du Havre-6
Le canton du Havre-6 est une circonscription électorale française du département de la Seine-Maritime créée en 1888. Sa délimitation a été modifiée par le décret du 27 février 2014. Elle tient lieu de circonscription d'élection des conseillers départementaux et entre en vigueur lors des premières élections départementales suivant la publication du décret.

## Histoire
Un nouveau découpage territorial de la Seine-Maritime entre en vigueur à l'occasion des premières élections départementales suivant le décret du 27 février 2014. Les conseillers départementaux sont, à compter de ces élections, élus au scrutin majoritaire binominal mixte. Les électeurs de chaque canton élisent au Conseil départemental, nouvelle appellation du Conseil général, deux membres de sexe différent, qui se présentent en binôme de candidats. Les conseillers départementaux sont élus pour 6 ans au scrutin binominal majoritaire à deux tours, l'accès au second tour nécessitant 12,5 % des inscrits au 1er tour. En outre la totalité des conseillers départementaux est renouvelée. Ce nouveau mode de scrutin nécessite un redécoupage des cantons dont le nombre est divisé par deux avec arrondi à l'unité impaire supérieure si ce nombre n'est pas entier impair, assorti de conditions de seuils minimaux. Dans la Seine-Maritime, le nombre de cantons passe ainsi de 69 à 35.

## Représentation

### Conseillers généraux de 1888 à 2015
| Période      | Période      | Identité                   | Étiquette             | Qualité                                                                                    |
| ------------ | ------------ | -------------------------- | --------------------- | ------------------------------------------------------------------------------------------ |
| 12 août 1888 | 1890 (décès) | Léon Hallaure              | Républicain           | Négociant au Havre Maire de Bléville (1877-1889)                                           |
| 1890         | 1918 (décès) | Henry Génestal (1840-1918) | Républicain           | Négociant, maire du Havre                                                                  |
| 1918         | 1919         | siège vacant               |                       |                                                                                            |
| 1919         | 1940         | René Coty                  | Républicain modéré    | Avocat au Havre, député (1923-1935), sénateur (1936-1944) Futur Président de la République |
|              |              |                            |                       |                                                                                            |
| 1945         | 1951         | Louis Siefridt             | MRP                   | Directeur d'une caisse mutualiste au Havre Député (1945-1955) Maire de Sanvic (1945-1956)  |
| 1951         | 1964         | Robert Lenoble             | CNI                   | Assureur, conseiller municipal du Havre (1945-1958), Président de l'Office HLM             |
| 1964         | 1976         | Jean Duval                 | UNR puis UDR puis DVD | Adjoint au Maire du Havre                                                                  |
| 1976         | 1982         | Maurice Schlewitz          | PCF                   | Instituteur, conseiller municipal de Sanvic puis adjoint au maire du Havre                 |
| 1982         | 1994         | Antoine Lagarde            | UDF                   | Ancien Président de la PEEP Conseiller municipal du Havre                                  |
| 1994         | 2001         | Patrice Gélard             | RPR                   | Professeur d'université Sénateur (1995-2014)                                               |
| 2001         | 2015         | Brigitte Dufour            | RPR puis UMP puis DVD | Adjointe au Maire du Havre                                                                 |

### Conseillers départementaux depuis 2015
| Période élective | Période élective | Mandat | Mandat           | Identité                 | Nuance | Nuance | Qualité                                                                                   |
| ---------------- | ---------------- | ------ | ---------------- | ------------------------ | ------ | ------ | ----------------------------------------------------------------------------------------- |
| 2015             | 2021             | 2015   | 2019 (démission) | Luc Lemonnier            |        | LR     | Assureur Maire du Havre (2017-2019) 3e vice-président chargé des finances (2015-2019)     |
| 2015             | 2021             | 2015   | 2021             | Christelle Msica-Guérout |        | UDI    | Chef d'entreprise Conseillère municipale de Sainte-Adresse, adjointe au maire depuis 2020 |
| 2015             | 2021             | 2019   | 2021             | Nicolas Beauché          |        | LR     | Conseiller municipal du Havre jusqu'en 2020                                               |
| 2021             | 2028             | 2021   | en cours         | Christelle Msica Guerout |        | UDI    | Conseillère sortante                                                                      |
| 2021             | 2028             | 2021   | en cours         | Florent Saint Martin     |        | DVD    | 14e Vice-Président du Département en charge de l’arrondissement du Havre                  |

### Résultats détaillés

#### Élections de mars 2015
À l'issue du 1er tour des élections départementales de 2015, deux binômes sont en ballottage : Luc Lemonnier et Christelle Msica-Guérout (Union de la Droite, 47,50 %) et Philippe Capelle et Laura Fiat (Union de la gauche, 21,77 %). Le taux de participation est de 53,27 % (13 320 votants sur 28 099 inscrits) contre 49,48 % au niveau départemental et 50,17 % au niveau national.
Au second tour, Luc Lemonnier et Christelle Msica-Guérout (Union de la Droite) sont élus avec 65,73 % des suffrages exprimés et un taux de participation de 43,35 % (7 297 voix pour 12 180 votants et 28 098 inscrits).

#### Élections de juin 2021
Le premier tour des élections départementales de 2021 est marqué par un très faible taux de participation (33,26 % au niveau national). Dans le canton du Havre-6, ce taux de participation est de 32,87 % (8 699 votants sur 26 464 inscrits) contre 32,19 % au niveau départemental. À l'issue de ce premier tour, deux binômes sont en ballottage : Christelle Msica Guerout et Florent Saint Martin (DVD, 55,31 %) et Théo Fortin et Nadine Rozel (Union à gauche avec des écologistes, 18,69 %).
Le second tour des élections est marqué une nouvelle fois par une abstention massive équivalente au premier tour. Les taux de participation sont de 34,36 % au niveau national, 32,06 % dans le département et 33,98 % dans le canton du Havre-6. Christelle Msica Guerout et Florent Saint Martin (DVD) sont élus avec 68,72 % des suffrages exprimés (5 686 voix pour 8 993 votants et 26 465 inscrits),,. 

## Composition
Le nouveau canton du Havre-6 comprend une commune entière et une fraction de la commune du Havre.
| Nom                              | Code Insee | Intercommunalité            | Superficie (km2) | Population (dernière pop. légale)                 | Densité (hab./km2) | Modifier                                    |
| -------------------------------- | ---------- | --------------------------- | ---------------- | ------------------------------------------------- | ------------------ | ------------------------------------------- |
| Le Havre (bureau centralisateur) | 76351      | CU Le Havre Seine Métropole | 46,95            | Fraction : 28 563 (2022) Commune : 166 462 (2022) | 3 546              | modifier les données · modifier les données |
| Sainte-Adresse                   | 76552      | CU Le Havre Seine Métropole | 2,26             | 7 015 (2022)                                      | 3 104              | modifier les données · modifier les données |
| Canton du Havre-6                | 7619       |                             |                  | 35 578 (2022)                                     |                    | modifier les données                        |

La partie de la commune du Havre intégrée dans le canton est celle non incluse dans les cantons du Havre-1, du Havre-2, du Havre-3, du Havre-4 et du Havre-5.

## Démographie

### Démographie avant 2015
| 1962 | 1968 | 1975 | 1982 | 1990   | 1999   | 2006   | 2011   | 2012   |
| ---- | ---- | ---- | ---- | ------ | ------ | ------ | ------ | ------ |
| -    | -    | -    | -    | 25 592 | 24 966 | 23 984 | 23 194 | 23 147 |

### Démographie depuis 2015
En 2022, le canton comptait 35 578 habitants, en évolution de −3,01 % par rapport à 2016 (Seine-Maritime : +0,35 %, France hors Mayotte : +2,11 %).
| 2013   | 2018   | 2022   |
| ------ | ------ | ------ |
| 37 354 | 36 164 | 35 578 |